# 3,4-dihidroksifenilalanin oksidativna deaminaza
3,4-dihidroksifenilalanin oksidativna deaminaza (EC 1.13.12.15, 3,4-dihidroksi--fenilalanin: oksidativna deaminaza, oksidativna deaminaza, DOPA oksidativna deaminaza, DOPAODA) je enzim sa sistematskim imenom 3,4-dihidroksi--fenilalanin:kiseonik oksidoreduktaza (deaminacija). Ovaj enzim katalizuje sledeću hemijsku reakciju
2 -dopa + O2 {\displaystyle \rightleftharpoons } 2 3,4-dihidroksifenilpiruvat + 2 NH3
Enzim je jedan od tri enzima koji učestvuju u katabolizmu L-dope (3,4-dihidroksi--fenilalanina) kod neoksigenih fototropnih bakterija Rubrivivax benzoatilyticus OU5.

## Literatura
- Nicholas C. Price; Lewis Stevens (1999). Fundamentals of Enzymology: The Cell and Molecular Biology of Catalytic Proteins (Third изд.). USA: Oxford University Press. ISBN 019850229X.
- Eric J. Toone (2006). Advances in Enzymology and Related Areas of Molecular Biology, Protein Evolution (Volume 75 изд.). Wiley-Interscience. ISBN 0471205036.
- Branden C; Tooze J. Introduction to Protein Structure. New York, NY: Garland Publishing. ISBN 0-8153-2305-0.
- Irwin H. Segel. Enzyme Kinetics: Behavior and Analysis of Rapid Equilibrium and Steady-State Enzyme Systems (Book 44 изд.). Wiley Classics Library. ISBN 0471303097.

## Spoljašnje veze
- 3,4-dihydroxyphenylalanine+oxidative+deaminase на 